# Ulopella similis
Ulopella similis är en insektsart som beskrevs av Van Stalle 1983. Ulopella similis ingår i släktet Ulopella och familjen dvärgstritar. Inga underarter finns listade i Catalogue of Life.